# 永安大戏院
36°4′6.7″N 120°19′0.6″E / 36.068528°N 120.316833°E
永安大戏院，初名新舞台，是原址位于中国山东省青岛市市南区平度路22号的一处戏院，建于1924年，曾经是青岛市第一大剧场，也有“华北第一大剧场”之称，1994年拆除。

## 历史
永安大戏院建于1924年，为富商刘子山所建，原名“新舞台”。1933年被出售给殷宝义，改名“大舞台”。1938年9月由裴君衡、吕耕三等人接手，改名“光陆大戏院”。1945年日本投降后复名“大舞台”。1947年1月由章耕夫等人承包，改名“新新大舞台”，同年7月发生租赁双方在报纸上互相攻击的事件，经警察局出面干涉，令戏院暂时停演。1948年2月3日，戏院因难以维持，以法币五亿元卖给柳宏林、代竹亭、王振宇等九人，更名为“永安大戏院”。1951年4月27日，戏院由青岛市人民政府文教局接管，1955年2月文化局成立时划归文化局。文革期间1966年更名为“延安剧院”，1985年复名永安大戏院。
戏院早年以上演京剧与电影为主。因规模较大、设备较齐全，在此出演者多为名家，“四大名旦”、“四小名旦”、“四大须生”均曾在此演出。1927年2月，余叔岩、杨小楼、梅兰芳、尚小云、程砚秋、荀慧生、高庆奎、筱翠花、程继先等应山东督军张宗昌之邀为其父庆生，刘子山因与张宗昌同乡之便邀请一行人到青岛新舞台演出，一行人在青岛连演三天，场场爆满。1933年，余叔岩、梅兰芳、尚小云、马连良到此演出。1938年，吴素秋、袁世海在此演出。程砚秋1940年起多次率团在此演出。1943年，马连良、裘盛戎、袁世海、杨宝森、李少春、张君秋、叶盛兰等相继在此演出。1949年青岛解放后，永安大戏院成为新成立的青岛市京剧团的固定演出场所，该团领衔主演有言少朋、张少楼、张春秋等。1950年5月，程砚秋率团在此演出。同年，尚小云先后三次在此演出。1952年8月17日至9月11日，梅兰芳率梅兰芳剧团在此演出梅派名剧《贵妃醉酒》、《霸王别姬》、《宇宙锋》等。1953年8月，马连良率马连良剧团在此演出马派名剧《借东风》、《苏武牧羊》、《三娘教子》等。1957年夏，杨宝森带病率天津京剧团在此演出。1980年代曾在此演出的京剧名家有李炳淑、言兴朋、方荣翔、孟广禄等。1982年8月，相声名家冯巩、侯耀文、石富宽、姜昆、李文华等在此举行相声晚会。
1994年，永安大戏院拆除重建，2001年改为青岛市群众艺术馆馆址。

## 建筑特色
永安大戏院初建时建筑面积2445平方米，砖木结构，大门内为门厅，门厅内为演出大厅，观众席分3层，有座位1214个，总共可容纳近3000人。青岛解放后对戏院的改造中，取消了三楼观众席，一楼“码票”席改为办公室和观众休息室，二楼两侧为走廊，长条座椅改为单人座椅，有座位1600个。